# 特农
特农（法語：Thenon，法語發音：[tənɔ̃]）是法国多尔多涅省的一个市镇，位于该省东部，属于佩里格区。

## 地理
特农（45°8'14"N, 1°4'14"E）面积25.92 平方千米，位于法国新阿基坦大区多爾多涅省，该省份为法国西南部内陆省份，是法國本土面积第三大的省，大致对应佩里戈尔地区，北起顺时针与夏朗德省、上维埃纳省、科雷兹省、洛特省、洛特-加龙省、吉倫特省和滨海夏朗德省接壤。
与特农接壤的市镇（或旧市镇、城区）包括：阿兹拉、阿雅、福斯马涅、佩里戈尔地区欧里亚克、巴尔。
特农的时区为UTC+01:00、UTC+02:00（夏令时）。

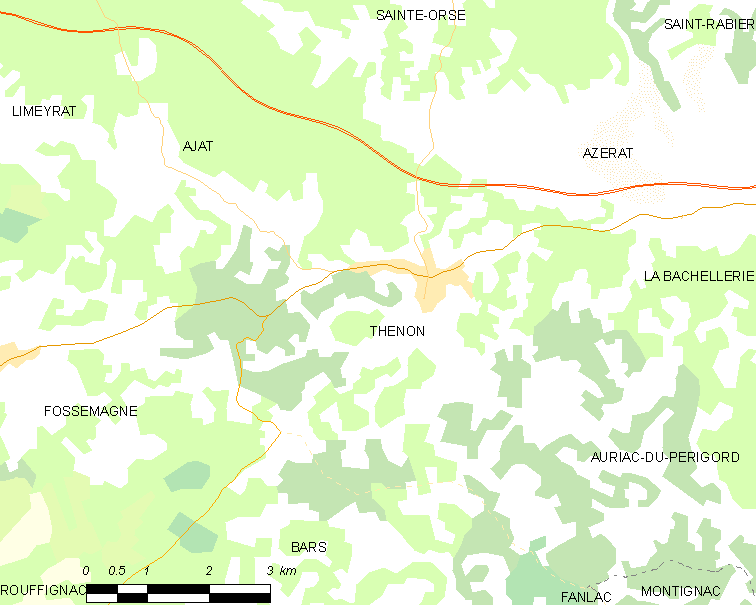
特农的OSM定位图

## 行政
特农的邮政编码为24210，INSEE市镇编码为24550。

## 政治
特农所属的省级选区为上黑色佩里戈尔县。

## 人口

1962-2008年间特农人口变化图示

特农于2022年1月1日时的人口数量为1267人。